# 平野事件
平野事件（ひらのじけん）とは、太平洋戦争後の1947年、衆議院議員だった平野力三が公職追放の対象となるかどうかをめぐり、議論となった事件。平野は公職追放となり議員資格を失ったが、その処分差し止めを求める民事訴訟で、連合国軍最高司令官総司令部(GHQ)の指令による処分が日本の司法判断の対象になるかという論点が新たに提起された。また、衆院選立候補時の経歴遺漏が当時の勅令に違反するかどうかをめぐる刑事訴訟も起こされた。

## 概要
平野力三は1947年4月25日施行の第23回衆議院議員総選挙にあたって、公職追放令（ポツダム勅令）の覚書該当者でないことを証明する吉田茂内閣総理大臣の確認書を経て立候補をして当選して衆議院議員となり、同年5月24日に片山内閣が成立すると同年6月1日農林大臣として入閣していた。しかし、内閣官房長官の西尾末広と対立し、同年11月3日に農相を罷免された（日本国憲法下における閣僚罷免1例目）。同年11月25日に平野が戦前・戦中に属していた皇道会が新たに公職追放の基準に加えられ、平野の公職追放問題が浮上することになった。
これをうけて公職追放を審査する中央公職適否審査委員会は皇道会の審査をしていたが、同年12月26日に全委員が意見を開陳して討議した結果、7対2で「平野は覚書該当者に非ず」ということを一度は決した。しかし、同委員長の牧野英一は12月29日の委員会の席上で再審議を提案し、1948年1月13日に委員会は5対4で「平野は覚書該当者にあたる」と決定した。
なお、大河内一男委員は2回目の投票前日である1948年1月12日の夜に牧野委員長が白銀朝則委員と共に自宅に訪れ、GHQの意思である旨を伝えて、翌日の委員会で平野の資格審査で追放該当投票をするよう懇請し、「岩淵辰雄委員を除く他8名は同一歩調をとることになった。岩淵委員以外の者は皆諒解ずみである」と告げて、大河内委員の非該当とする従来の態度を覆すように求められたため、同年1月13日の委員会では大河内委員は牧野委員長の言を信じて「該当」に投票したと述べている。
1月14日に片山哲首相から平野が覚書該当者である旨の指定がなされた。これにより、通知書の到達（1月15日）から20日後の期間満了（2月4日）をもって、一切の公職を失うことになり、2月5日以降は国会議員職を失って一切の公職から追放されることになった。

### 民事訴訟
平野は1948年1月27日に片山哲首相を相手に公職追放の効力発生停止の仮処分を東京地方裁判所に申請した。なお、勅令（昭和22年勅令第65号）では公職追放の不服にはまず首相に対して訴願することが規定されていたが、平野はそれを行わずに司法判断を求めた。
同年2月2日に東京地裁は以下の点から平野の地位保全をする仮処分を認めた。
- 「政府が連合政府総司令部発日本政府宛覚書の趣旨を実行するために国内法の基準に従って公職追放令を制定し、行政処分の形式を持って具体的事件につき個々の措置を講ずるものである以上、その措置が法令に違反するときは、特に連合国総司令部の命令又は特段の立法措置が無い限り、裁判所は一般行政処分に対すると同じく、その当否を審判し得ると解するのが相当であり、違法処分につき別に昭和22年勅令第65号の認める訴願なる行政上の救済措置があるからといって、国民から裁判を求める権利を奪い得ないことは憲法第32条及び第76条等の趣旨から明らか」
- 「違法なる覚書該当者の指定につき裁判所の救済を求めるには、まず訴願の手続きを経なければならないという意見については、法令にその趣旨の定めがない以上、行政庁に期待して訴願をするか、最初から裁判所に出訴するかは、自由に選択しえるところであると解するのが相当」
- 「大河内委員の投票は錯誤に基づくものであって、錯誤がなければ反対の非該当に投票する意思があったのであるから、少なくとも同委員の一票には瑕疵があったというべきであり、しかもこの一票が決議を左右する重大な結果をきたした事実にかんがみるとき、一票の瑕疵は結局決議全体に対する重大な瑕疵を生ぜしめた」
- 「日本国憲法の施行に伴う民事訴訟法の応急的措置に関する法律第8条において、行政庁の違法な処分の取り消しまたは変更を求める訴の出訴期間を定めたことに鑑みると、いわゆる行政訴訟については、他の法律に別段の規定がない限り、民事訴訟法に基づいて審判させる法意であると解するのが適当であり、本件のごとき行政処分の執行の停止についてはできるだけ、同法における仮の地位を定める仮処分の規定を準用するのが相当」

仮処分を受けて、2月4日にGHQ政治部長が三淵忠彦最高裁判所長官に対して「GHQ最高司令官は公職追放指令の要求し、GHQ長官は公職追放に関する事項を一般に任せているが、それに関する手続きの如何なる段階においてもこれに介入する固有の権限を保有しており、その結果として日本裁判所はGHQの指令に関する除去又は廃除の手続きに対しては裁判権を有しない」と指摘した。同日夜にラジオで「東京地方裁判所の仮処分の決定は裁判権のないものの裁判として無効を認める」とする三淵最高裁長官談話が発表された。2月5日に三淵最高裁長官から東京地方裁判所所長に宛てられた「平野の地位保全に関する仮処分決定を即位に取り消さなければならない」とするGHQ指令文書が担当裁判官宛てに廻付された。この指令に基づいて、東京地裁は仮処分を取り消し、仮処分申請を却下した。
これにより、平野の公職追放は最終的に確定した。なお平野は1950年10月13日に公職追放が解除された。

### 刑事訴訟
平野は1947年衆院選の立候補にあたって提出した公職追放令に関する資格審査申請の調査表に以下の点で記載漏れがあったとして訴追された。
1. 平野は戦時中に農民組合の主事になったことがあるのに、故意にこの事実を記載せず、またこの組合の事業目的欄記載が不正確であったこと
2. 平野は戦時中に国家社会党の常任執行委員であったのに、故意にその経歴を調査表に記載しなかったこと
3. 平野は戦時中に所属していた皇道会の事業目的欄に故意に不正確な記載をしたこと
4. 平野は戦時中に所属していた皇道会の機関誌「皇道」の編集兼発行人となっていたのに、故意にその事実を調査表に記載しなかったこと

1948年12月27日に東京地裁は第二と第三の事実を有罪として禁固10ヶ月の実刑を言い渡した。平野は控訴し、1950年5月24日に東京高等裁判所は本件を包括一罪とみて、第一と第四の記載漏れについて判断すると前提し、全部に通じで無罪判決を言い渡した。東京高裁は「中央公職適否審査委員会は当初確定した追放該当の判断基準の重要事項の範囲を順位拡大しているが、調査表提出後に範囲拡張が行われた場合は、調査表提出時の重要事項を基準として記載漏れの事実の有罪・無罪を判断すべき」「平野が衆院選立候補にあたって調査表を提出した時には、皇道会は判定基準の重要事項とはされておらず、その後に基準が拡張された際に追放指定団体に加えられたのであるから、調査表提出時における平野の故意の成立・不成立を遡及すべきではない」「記載漏れの事実について、記載が不正確とか記載漏れがあるとか非難するのは酷であり、過失はあっても犯意が無い」とした。
検察は上告したが、1950年12月20日に最高裁判所は上告を棄却し、無罪判決が確定した。

## 事件の影響
大日本帝国憲法第61条では司法裁判所から独立した行政裁判所が規定され、行政事件については行政権自らが処理するとする大陸型の体系が採用されていた。一方、戦後日本では日本国憲法第76条で特別裁判所が禁止され、行政権も法の支配に服するとして民事事件・刑事事件と同様に行政事件も司法裁判所で取り扱う英米型へと転換していた。
しかし、この事件を受けて日本政府とGHQは一般の事件に対する行政事件の特殊性を認めた法制を作成することを目指し、1948年に行政事件訴訟特例法が成立した。